# Ямайкаси
Ямайка́си (рос. Ямайкасы, чув. Ямайкасси) — присілок у складі Красноармійського району Чувашії, Росія. Входить до складу Пікшицького сільського поселення.
Населення — 86 осіб (2010; 78 у 2002).
Національний склад:
- чуваші — 99 %